# 村野次郎
村野 次郎（むらの じろう、1894年3月19日 - 1979年7月16日）は、歌人、実業家。

## 経歴
東京府北多摩郡多磨村（府中市）に生まれる。家業は江戸時代より続く酒問屋。詩人の村野四郎は弟。
多摩尋常小学校卒業後、府立第二中学校（現・東京都立立川高等学校）に入学。文学熱を憂慮した父の助言で早稲田実業学校へ転校、1913年、同校卒業。1919年、早稲田大学商学部卒業。
北原白秋に師事し、「朱欒」「地上巡礼」に参加。1918年、白秋のもとを離れ、「秦皮（とねりこ）」を創刊。1923年、「香蘭」を創刊し、白秋を顧問に迎える。
1924年、白秋、前田夕暮、古泉千樫、土岐善麿が創刊した「日光」に参加。1932年、日本歌人協会を設立、評議員となる。
1935年、合議制で運営されてきた「香蘭」が合議制を解き、村野が主宰となる。この年、白秋が顧問を辞退。1938年、歌集『樗風集』を刊行。1944年、「香蘭」終刊、「香蘭」ほか3誌をもって「光」として創刊。
1948年3月、「香蘭」復刊。1957年、宮中歌会始の召人。1976年、『村野家の人びと』を刊行、1977年、歌集『明宝』を刊行。
1979年7月16日、肺炎のため死去。7月25日、東京都中野区の宝仙寺にて告別式。西多摩霊園に眠る。
没後、歌集『角筈』（1981年）、歌集『続樗風集』（1984年）、歌集『夕あかり』（1988年）、評論集『次郎歌話』（1990年）、歌集『村野次郎三百首』、言行録『次郎のことば』（1996年）が刊行される。また、2024年、「香蘭」創刊100周年記念出版として『村野次郎全歌集』（香蘭短歌会）が刊行される。